# La Plata Peak
La Plata Peak je pátý nejvyšší vrchol Skalnatých hor.
Hora se nachází ve střední části Colorada, v Chaffee County,
v pohoří Sawatch Range, necelých deset kilometrů jižně od nejvyšší hory Skalnatých hor Mount Elbert. La Plata Peak je dvacátou nejvyšší horou Spojených států a třicátou čtvrtou nejvyšší horou Severní Ameriky. Název La Plata znamená ve španělštině stříbro a odkazuje na naleziště stříbra v okolí.